# Sunullah Efendi
Cafer Mustafa Sunullah Efendi (1553 -10 d'abril de 1612, Istanbul) fou xaikh al-Islam de l'Imperi Otomà.
Va estudiar amb algun notable religiós i finalment amb Abu l-Su'ud, xaikh al-Islam que el va fer ascendir fins a mulazim (1570). Va ser nomenat per a una madrassa (1571) i va pujar per la jerarquia d'aquesta arribant als cercles superior d'alts funcionaris quan fou nomenat cadi de Bursa (setembre de 1590) i després fou Kadi Askar de Rumèlia (juliol de 1593). Es va retirar el juliol de 1595 però fou nomenat xaikh al-Islam l'octubre de 1599 al lloc de Khodja Efendi. Es va ingerir-se en els afers d'estat i no va parar fins que el 1601 Mehmet III va enviar en campanya al gran visir Yemişçi Hasan Paşa (gran visir 1601-1603) tot i que el propi gran visir era contrari a aquesta mesura; Yemişçi Hasan Paşa en revenja el va fer destituir (agost de 1601) però el gener del 1603 fou nomenat altre cop per apaivagar als sipahis que estaven agitats per la situació a Anatòlia cada vegada més deteriorada a causa dels djalalis.
Sun Allah ibn Djafar al-Imadi es va mostrar indulgent amb els djalalis i especialment amb Kara Yazidji i va emetre una fàtua per l'execució del gran visir però acusat d'incompetència per resoldre el problema d'Anatòlia fou deposat el febrer de 1603 i es va haver d'amagar. Va recuperar el càrrec el juny de 1604 fins al juliol de 1606 en què fou destituït, però aquesta vegada sense incidències. Fou nomenat per darrera vegada el novembre de 1606 fins al juny de 1608, sent retirat llavors amb una pensió.